# Anton Duschek
Anton « Toni » Duschek (né le 11 juin 1925 à Vienne, mort le 10 juin 1985 entre Perchtoldsdorf et Mödling) est un acteur autrichien.

## Biographie
Anton Duschk a une formation au séminaire Max Reinhardt et commence sa carrière scénique peu après la fin de la Seconde Guerre mondiale au Theater in der Scala. Sur cette scène politiquement de gauche, il participe à des pièces contemporaines et socialement critiques telles que Der Bockerer (créée le 2 octobre 1948).
Dans les années 1950, il se produit également dans d'autres salles autrichiennes (Vereinigte Bühnen Graz, Theater für Vorarlberg à Bregenz) et suisses (Stadttheater Bern) et vient à Berlin en 1954 pour quelques pièces de théâtre, au Deutsches Theater. La plupart du temps, il a des rôles épisodiques. Un peu plus tard, Duschek retourne en Autriche et joue au Landestheater Linz, où il se voit offrir un rare rôle principal dans le rôle-titre de la comédie de Jean Giraudoux L'Apollon de Bellac à l'automne 1956. Plus tard, on le voit dans des théâtres allemands (par exemple, le Theater Münster, le Deutsches Schauspielhaus). Néanmoins, même jusqu'à la fin, Duschk est principalement associé au théâtre viennois.
À partir du début des années 1960, Duschk travaille régulièrement dans des productions télévisuelles (principalement autrichiennes). Il s'agit principalement d'adaptations littéraires. Aux côtés de ses collègues viennois Fritz Eckhardt et Fritz Muliar, Toni Duschk est plusieurs fois dans des séries télévisées au début des années 1970. Duschk est aussi conférencier (lectures de Heinrich Böll) et dans des pièces radiophoniques.
Sa mort est aussi tragique que mystérieuse. Duschk meurt un jour avant son 60e anniversaire : alors qu'il répète une représentation de Hamlet où il doit jouer Osric, Duschk tombe avec le livret en main dans l'après-midi du 10 juin 1985 dans les douves de quatre mètres de profondeur du château de Perchtoldsdorf, le lieu du spectacle près de Vienne. Ce n'est que quelque temps plus tard que des collègues qui le cherchaient pour la répétition commune le trouvent sans vie. Duschk grièvement blessé meurt sur le chemin de l'hôpital de Mödling. L'épouse de Toni Duschk, Helga Duschk (1925-1986), également actrice, lui survit moins d'un an.

## Filmographie
Cinéma
- 1976 : Le Canard sauvage
- 1976 : Les Faux Frères
- 1977 : Arrête ton char... bidasse !

Téléfilms
- 1963 : Der Bockerer
- 1963 : Leutnant Gustl
- 1963 : Die Möwe
- 1963 : Karriere
- 1964 : Die Tasse mit dem Sprung
- 1965 : Radetzkymarsch
- 1965 : Der Tag danach
- 1967 : Zwischenfall in Antiochia
- 1967 : Egmont
- 1967 : Die Bekehrung oder Die Mehrheit hat immer recht
- 1969 : Der Gerechte
- 1969 : Kathi - Der Stationsweg einer österreichischen Passion
- 1969 : Winterlegende
- 1970 : Der Weyland Casperl
- 1970 : Blaue Blüten
- 1972 : Weh dem, der lügt
- 1972 : Nachsaison
- 1973 : Kain
- 1976 : Fehlschuß
- 1976 : Sonntagsgeschichten
- 1979 : Kirche zu verkaufen
- 1980 : Land, das meine Sprache spricht
- 1981 : Das kleine Wiener Halbwelttheater
- 1982 : Tarabas
- 1984 : Wiener Brut
- 1985 : Julius Tandler
- 1985 : Welcome in Vienna: Santa Fe